# St. Albert—Sturgeon River
Circonscription électorale fédérale du Canada
St. Albert—Sturgeon River est une circonscription électorale fédérale canadienne de l'Alberta située au nord de l'agglomération d'Edmonton. Elle contient en particulier la ville de Saint-Albert et la plus grande partie du comté de Lac Sainte-Anne. 

## Historique
La circonscription est créée en 2023 de la partie nord de St. Albert—Edmonton, de la partie nord de Sturgeon River—Parkland et d'une portion du nord-est de Yellowhead.
Les circonscriptions limitrophes sont : 
- au nord : Peace River—Westlock
- au nord-est : Lakeland
- à l'est : Sherwood Park—Fort Saskatchewan
- au sud-est : Edmonton Manning et Edmonton-Nord-Ouest
- au sud et à l'ouest :Parkland

## Députés
| Législature                                                                                   | Années          | Député               | Parti | Parti                     |
| --------------------------------------------------------------------------------------------- | --------------- | -------------------- | ----- | ------------------------- |
| St. Albert—Sturgeon River issue de St. Albert—Edmonton, Sturgeon River—Parkland et Yellowhead |                 |                      |       |                           |
| 45e                                                                                           | 2025 – en cours | Député élu (à venir) |       | Parti politique (à venir) |